# Janówek (powiat gostyniński)
Janówek – wieś sołecka w Polsce położona w województwie mazowieckim, w powiecie gostynińskim, w gminie Pacyna.
| SIMC    | Nazwa    | Rodzaj    |
| ------- | -------- | --------- |
| 0572736 | Rezlerka | część wsi |

W latach 1975–1998 miejscowość należała administracyjnie do województwa płockiego.
Na terenie wsi Janówek działa Ochotnicza Straż Pożarna.